# Ozzie of the Mounted
Pour plus de détails, voir Fiche technique et Distribution.
Ozzie of the Mounted est un court métrage de la série Oswald le lapin chanceux, produit par les studios Disney et sorti le 30 avril 1928.

## Synopsis
Oswald est un garde montée canadien à la poursuite de Foxy Wolf alias Peg Leg Pete mais il est confronté à un ours.

## Fiche technique
- Titre : Oh, What a Knight
- Série : Oswald le lapin chanceux
- Réalisateur : Walt Disney
- Animateur[1] : Ub Iwerks, Hugh Harman, Rollin Hamilton, Ben Clopton et Les Clark
- Camera[1]: Mike Marcus
- Producteur : Charles Mintz
- Production : Disney Brothers Studios sous contrat de Robert Winkler Productions
- Distributeur : Universal Pictures
- Date de sortie : 30 avril 1928[1],[2],[3]
- Autres dates[1] :
  - Expédition : 25 janvier 1928
  - Dépôt de copyright : 14 mars 1928 par Universal
- Langue : anglais
- Pays de production :  États-Unis
- Genre : dessin animé comique
- Format d'image : Noir et Blanc
- Durée : 5 minutes
- Métrage : 506 pieds[1]